# نشابه أسد ممدلي
نشابة أسد ممدلي (بالأذرية: Nüşabə Əsəd Məmmədli)‏ كاتبة وصحفية أذربيجانية، بالإضافة إلى أنها كاتبة مسرحية وعاملة اجتماعية. تناقش بأعمالها النفسية مواضيع القرن الحادي والعشرين. وبشكل عام، تخلق شخصية امرأة قوية تكافح ظروف الحياة. تشير ممدلي في بعض الأعمال إلى دوافع تاريخية («جافان خان»، «عهد سليمان»). تُرجمت رواياتها وقصصها القصيرة إلى اللغات الروسية والإنجليزية والبولندية والجورجية والأوكرانية والفارسية والتركية. بالإضافة، محمدلي هي مؤسسة ال «انطباعية» في الأدب الأذري.

## أول حياتها
ولدت نشابة أسد ممدلي في مدينة جانجا بأذربيجان في 8 ديسمبر 1946. من عام 1966 إلى عام 1972، درست وتخرجت في كلية الصحافة من جامعة أذربيجان الحكومية.

## مسارها المهني
في عام 1972، عملت في صحيفة «كيروفاباد وركر» كمراسلة ورئيس قسم ونائب رئيس تحرير. ومن 1990 إلى 1995، عملت كمحررة لتلك الصحيفة. في فبراير 1987، في المؤتمر السابع لاتحاد الصحفيين الأذربيجانيين (UJA)، أثارت ممدلي مسألة إعادة الاسم القديم لغانجا إلى مدينة كيروف آباد، والذي انتقدها النظام السوفيتي في ذلك الوقت بسبب ذلك. في عام 1991، كانت أول من نشر في مجلة الأدب العام غانجا Motherland. في فبراير 1992، مباشرة بعد مأساة خوجالي، أسست ممدلي إحدى المنظمات النسائية القليلة في كنجا «تومريس»، من 2003 إلى 2013، شغلت ممدلي منصب رئيس تحرير صحيفة جانجابسار المستقلة والأسبوعية.

## كتب
- «سقوط أوراق الشجر» (1984) - قصة. دار النشر "Gənclik".
- «أريد أن أنسى» (1983) - مسرحية. تم عرضه في مسرح ولاية جانجا (وتم تضمينه أيضًا في الصندوق الذهبي للتلفزيون الأزيري الوطني).
- «ميراج» (1987) مجموعة روايات وقصص قصيرة. دار نشر Gənclik.
- «الأغنية الأخيرة» (1991) مجموعة روايات وقصص قصيرة ومسرحيات. دار النشر "Azərnəşr".
- «جواد خان» - مسرحية (1991) ورواية (1982-1992). (تم تضمين مسرحية «جواد خان» في الصندوق الذهبي للتلفزيون الأذربيجاني) (نُشرت رواية «جواد خان» لأول مرة في مجلة Motherland عام 1996).
- «الصراخ» (1993) - مسرحية. تم تصوير فيلم بناءً على العمل.
- «حقل الخشخاش» (2004) - مجموعة من القصص القصيرة والقصص القصيرة. دار النشر "Adiloğlu".
- «رقصة الزهور البيضاء» - مسرحية. في عام 2007، بناءً على هذه المسرحية، تم تصوير فيلم تلفزيوني فني.[1]
- «أغنية الوداع» في 20 يناير 2012، تمت ترجمة القصة المخصصة لأحداث 20 يناير إلى اللغة البولندية. أقيم العرض في جامعة ولاية وارسو.
- «الغروب» (2014) - رواية. دار النشر Əskəroğlu.
- «خريف التانغو» (2015) - رواية نشرت في لندن.[2][3]

## الجوائز والتكريمات
- الريشة الذهبية "(1983)
- «دعاية العام» (1989)
- «أفضل عمل أجنبي» بحسب مجلة كيهاني هاواي (إيران)
- «الصحفي الفخري» (1991).
- جائزة تحمل اسم «ديلارا علييفا» (1997)
- جائزة «المطار» (1997) لأفضل سيناريو عن حب الوطن.
- جائزة «زردابي» (2004)